# 原浩明
原 浩明（はら ひろあき、2月17日 ）は競技麻雀のプロ雀士である。麻将連合所属。
福岡県出身。NPO法人健康マージャンＡ空間の代表（理事長）も務める。

## 経歴・人物
異名はザ・ルーラー（支配者）。尊敬する人に安藤満や飯田正人を挙げているほかに、ライバルには土田浩翔を挙げている。
1995年に第4期發王戦、1996年に第5期發王戦と連続優勝。1996年は麻雀マスターズも優勝。1997年に1997年度第4戦イン名古屋優勝。1998年に第1回BIG1カップ優勝。2002年にプレμリーグ優勝。2003年に2003年μリーグ優勝。（第1期将王）、2003年度第2戦イン大阪優勝。2004年に2004年μリーグ（第2期将王）と2004年度第3戦イン仙台、2004年度第6戦イン長崎優勝。2006年に2006年度第3戦イン有楽町優勝。
2014年に2014年度第7戦インスリアロ～冬～優勝。2015年に2015年度第2戦イン大阪、2015年度第7戦インスリアロ～冬～優勝。2018年に2018年度第3戦イン湘南優勝。2019年に第17期将王決定戦優勝。2020年に第17回関西インビテーションカップ優勝。

## 獲得タイトル
- μリーグ・将王（第1, 2期, 第17期）
- 麻雀マスターズ（第5期）
- 新人王戦（第3期）
- 發王戦（第4期, 第5期）
- BIG1カップ（第1期）